# Cyclopaedia of Biblical, Theological and Ecclesiastical Literature
Cyclopaedia of Biblical, Theological and Ecclesiastical Literature est un ouvrage en douze volumes, considéré comme ouvrage de référence au début du vingtième siècle, en anglais, sur la science de la théologie.

## Description
Le livre est composé de dix volumes et de deux suppléments publié au XIXe siècle par Harper & Row, co-écrit par John McClintock, universitaire et ministre méthodiste, et le Dr James Strong, professeur de théologie exégèse.
C'est un ouvrage de référence très complet sur la science de la théologie dans son sens le plus large, bien qu'il soit aujourd'hui quelque peu dépassé. Le supplément reprend à une date ultérieure de nombreux articles de la Cyclopaedia. Les références aux ouvrages les plus importants et les plus accessibles, anciens et modernes, sont indiquées par sujet.

### Selon les auteurs
En tant qu'encyclopédie, les auteurs se sont attachés à créer un ouvrage savant, mais accessible au non-expert, 
« designed to be a Manual of Sacred Literature for the use of Ministers, Students, General Readers, and Sunday School Libraries, so complete in itself that no other work will be necessary for ordinary purposes of reference in these branches of knowledge »
« conçu comme un Manuel de littérature sacrée à l'usage des ministres, des étudiants, des lecteurs généraux et des bibliothèques des écoles du dimanche, si complet en soi qu'aucun autre ouvrage ne sera nécessaire à des fins de référence ordinaires dans ces branches du savoir. »
.
Les sujets abordés dans les volumes comprennent des descriptions de noms propres, de lieux, d'événements, de concepts théologiques, d'histoires des Églises chrétiennes et des esquisses biographiques de personnalités religieuses notables.

## Contributeurs
Voici quelques-uns des contributeurs, comme l'indique la préface :
W. J. A.—William J. Allison, then editor of the Friend's Review, Burlington, N. J.
B. B. A.—Prof. K. B. Anderson, Ph.D., of the Wisconsin University.
L. B.—The late Leonard Bacon, D.D., of the Yale Divinity School.
C. W. B.—Prof. C. W. Bennett, D.D., of the Garrett Biblical Institute, Evanston, III
J. K. B.—The late Rev. J. K. Burr, D.D., of the Newark Conference.
P. A. C—The late Pres. P. A. Ciiadbourne, D.D., LL.D., of Williams College, Mass.
T. W. C—The Rev. T. W. Chambers, D.D., of New York City.
L. C.—The late Prof. Lyman Coleman, D.D., of Lafayette College.
G. F. C.—Prof. George F. Comfort, D.D., of the Syracuse University, N. Y.
T. J. C—The Rev. Thomas J. Conant, D.D., Brooklyn, N. Y.
M. J. C.—The Rev. M. J. Cramer, D.D., formerly U. S. Minister to Denmark.
J. T. C—The late Rev. J. T. Crane, D.D., of the Newark Conference.
G. R. C—Prof. George R. Crooks, D.D., LL.D., of the Drew Theological Seminary.
D. C—The late Rev. Daniel Curry, D.D., LL.D., then editor of the Christian Advocate, N. Y.
R. D.—The Rev. Robert Davidson, D.D., Huntington, L. I.
D. D.—The late Rev. Daniel Devinne D.D., of the New York Conference.
G. B. D.—The late Prof. G. B. Docharty, I.L.D., of the College of the City of New York.
W. G. E.—The Rev. W. G. Easton, then of the British and Foreign Renew, London.
J. H. F.—Pres. J. H. Fairchild, D.D., LL.D., of Oberlin College, O.
G. P. F.—Prof. G. P. Fisher, D.D., of Yale College.
E. W. F.—The Rev. E. W. Flocken, missionary to Bulgaria.
J. M. F—The Rev. J. M. Freeman, D.D., of the M. E. S. S. Union.
E. V. G.—Prof. E. V. Gerhart, D.D., of the Mercersburgh Theological Seminary.
E. H. G.—The late Prof. E. H. Gillett, D.D., of the New York University.
D. R. G.—Prof. D. R. Goodwin, D.D., of the Protestant Episcopal Divinity School, Philadelphia.
J. T. G.—The Rev. J. T. Gracey, D.D., late missionary to India.
H. G.—The Rev. Henry Graham, D.D., of the Troy Conference.
W. E. G.—The Rev. W. E. Griffis, D.D., formerly missionary to Japan.
H. II.—The late Pres. H. Harbaugh, D.D., of the Mercersburgh Theological Seminary.
W. E, II.—W. E. Hathaway, editor of the Herald of Peace, Chicago, 111.
D. C. H.—The Rev. D. C. Haynes, D.D., Bainbridge, N. J.
D. Y. H.—The late Rev. D. Y. Heisler, D.D., Mt. Alto, Pa.
R. D. H.—The late Pres. R. D. Hitchcock, D.D., LL.D., of the Union Theological Seminary.
A. A. H.—The late Prof. A. A. Hodge, D.D., of the Princeton Theological Seminary.
C. H.—The late Prof. Charles Hodge, D.D., LL.D., of the Princeton Theological Seminary.
J. H.—The Rev. Joseph Holdicih, D.D., late Sec. of "the Am. Bible Society.
G. F. H.—Prof. George F. Holmes, LL.D., late of the University of Virginia.
J. F. H.—Bishop John- F. Hurst, D.D., LL.D., then of the Martin Mission Institute, Frankfort, Germany.
M. S. I.—The Rev. M. S. Isaacs, editor of the JewishMessenger,X. V.
H. E. J.—Prof. H. E. Jacobs, D.D., of the Gettysburgh College, Pa.
U. J.—The late Mr. Oliver Johnson, formerly of the Independent, N. V.
D. P. K.—Prof. D. P. Kidder, D.D., late of the Drew Theological Seminary.
J. P. L.—The late Prof. J. P. Lacroix, Ph.D., of the Ohio Wesleyan University.
J. B. L.—The Rev. J. B. Logan, editor of the Western Cumberland Presbyterian, Alton, I1L
J. \V. M.—Prof. J. W. Marshall, A.M., late of Dickinson College.
T. V. M.—The Rev. T. V. Moore, D.D., Nashville, Tenn.
B. H. N.—The late Prof. B. H. Nadal, of the Drew Theological Seminary.
E. A. P.—Prof. E. A. Park, D.D., of the Andover Theological Seminary.
VV. E. P.—The Rev. W. E. Park, D.D., Lawrence, Mass.
W. K. P.—The Rev. W. K. Pendleton, D.D., President of the Bethany College, Va.
B. P.—The Rev. B. Pick, Ph.D., Alleghany, Pa.
S. H. P.—The Rev. S. H. Platt, of the N. Y. East Conference.
J. P.—The late Rev. James Porter, D.D., of the N. E. Conference.
N. P.—Ex-pres. Noah Porter, D.D., LL.D., of Yale College.
J. N. P.—Mr. Jules N. Proeschel, formerly of Paris, France.
A. H. Q.—The Rev. A. H. Quint, D.D., editor of the Congregational Quarterly, Boston.
M. R.—Prof. Miner Raymond, D.D., of the Garrett Biblical Institute, Evanston, 111.
H. B. R.—Pres. H. B. Ridgway, D.D., of the Garrett Biblical Institute, Evanston, 111.
J. R.—The Rev. James Roy, LL.D., Cobourg, Canada.
P. S.—Prof. Philip Schaff, D.D., LL.D., of the Union Theological Seminary.
A. J. S.—The late Prof. A. J. Schem, formerly of Dickinson College.
R. R. S.—The Rev. R. R. Schippen, D.D., of the Am. Unitarian Association, Boston, Mass.
E. de S.—Bishop E. de Schweinitz, D.D., editor of the Moravian, Bethlehem, Pa.
C. W. S.—C. W. Smiley, A.M., of the Smithsonian Institution, Washington, D. C.
J. H. S.—The Rev. J. H. Smith, D.D., of Newark, N. J.
L. E. S.—Prof. L. E. Smith, D.D., formerly of the Examiner and Chronicler, N. Y.
R. P. S.—The Rev. R. P. Smith, D.D., dean of Canterbury, England.
J. L. S.—The Rev. J. L. Sooy, A.M., of the N. J. Conference.
A. S.—The Rev. Abel Stevens, LL.D., formerly editor of the Christian Advocate, N. Y.
G. J. S.—The late Mr. G. J. Stevenson, A.M., London, England.
J. C. S.— The Rev. J. C. Stockbridge, D.D., Providence, R I.
M. L. S.—The late Prof. M. L. Stoever, D.D., of Pennsylvania College.
W. P. S.—The late Rev. W. P. Strickland, D.D., N. Y.
T. O. S.—The late Prof. T. O. Summers, D.D., of the Vanderbilt University, Tenn.
G. L. T.—The Rev. G. L. Taylor. LL.D., of the N. Y. East Conference.
W. G. R. T.—The Rev. W. J. R. Taylor, D.D., formerly Secretary of the Am. Bible Society.
H. W. T.—Howard W. Tilton, A.B., of the Chicago Post.
W. F. W.—Vies. W. F. Warren, D.D., LL.D., of the Boston University.
S. W.—The Rev. Thomas Webster, D.D., Newburg, Canada.
E. W.—The late Rev. E. Wentworth, D.D., formerly editor of the Ladies' Repository, Cincinnati, O.
J. P. W.—The late Rev. J. P. Westervelt, Paterson, N. J.
J.P.W.—The Rev. J. P. Weston, D.D., Pres. of the Franklin Academy, Mass.
H. C. W.—The late Rev. H. C. Westwood, D.D, Princeton, N. J.
D. A. W.—The Rev. D. A. Whedon, D.D., of the N. E. Southern Conference.
C. P. W.—The late Rev. C. P. Wing, D.D., Carlisle, Pa.
A. W.—Prof. Alexander Winchell, LL.D., Ann Arbor, Mich.
D. W.—The Rev. Daniel Wise, D.D., Englewood, N. J.
I. H W.—The Rev. I. M. Wise, D.D., editor of the Israelite, Cincinnati, 0.
T. D. W-—The late ex-pres. T. D. Woolsey, D.D., of Yale College.
J.H.W.—Prof. J. H. Worman, Ph.D., formerly Librarian of the Drew Theological Seminary.
R.Y.— The late Rev. R. Yeakel, D.D., Secretary of the S. S. and Tract Association, Cleveland, O.

## Volumes
- Volume I.—A, B
- Volume II.—C, D
- Volume III.—E, F, G
- Volume IV.—H, I, J
- Volume V.—K, L, Mc
- Volume VI.—Me–Nev
- Volume VII.—New–Pes
- Volume VIII.—Pet–Re
- Volume IX.—Rh–St
- Volume X.—Su–Z
- Supplément, Vol. I.—A–Cn
- Supplément, Vol. II.—Co–Z